# آبشار دایمنت
آبشار دایمنت (به انگلیسی: Dyment Falls) آبشاری است که در همیلتون (انتاریو)، کانادا واقع شده و ارتفاع کلی ریزشگاه آن ۱۵٫۷ متر (۵۲ فوت) است.